# NGC 6062
NGC 6062 (również PGC 57145 lub UGC 10202) – galaktyka spiralna z poprzeczką (SBbc), znajdująca się w gwiazdozbiorze Herkulesa. Odkrył ją Édouard Jean-Marie Stephan 20 czerwca 1884 roku. Jest to galaktyka z aktywnym jądrem typu LINER.